# Nhiễm trùng cận lâm sàng

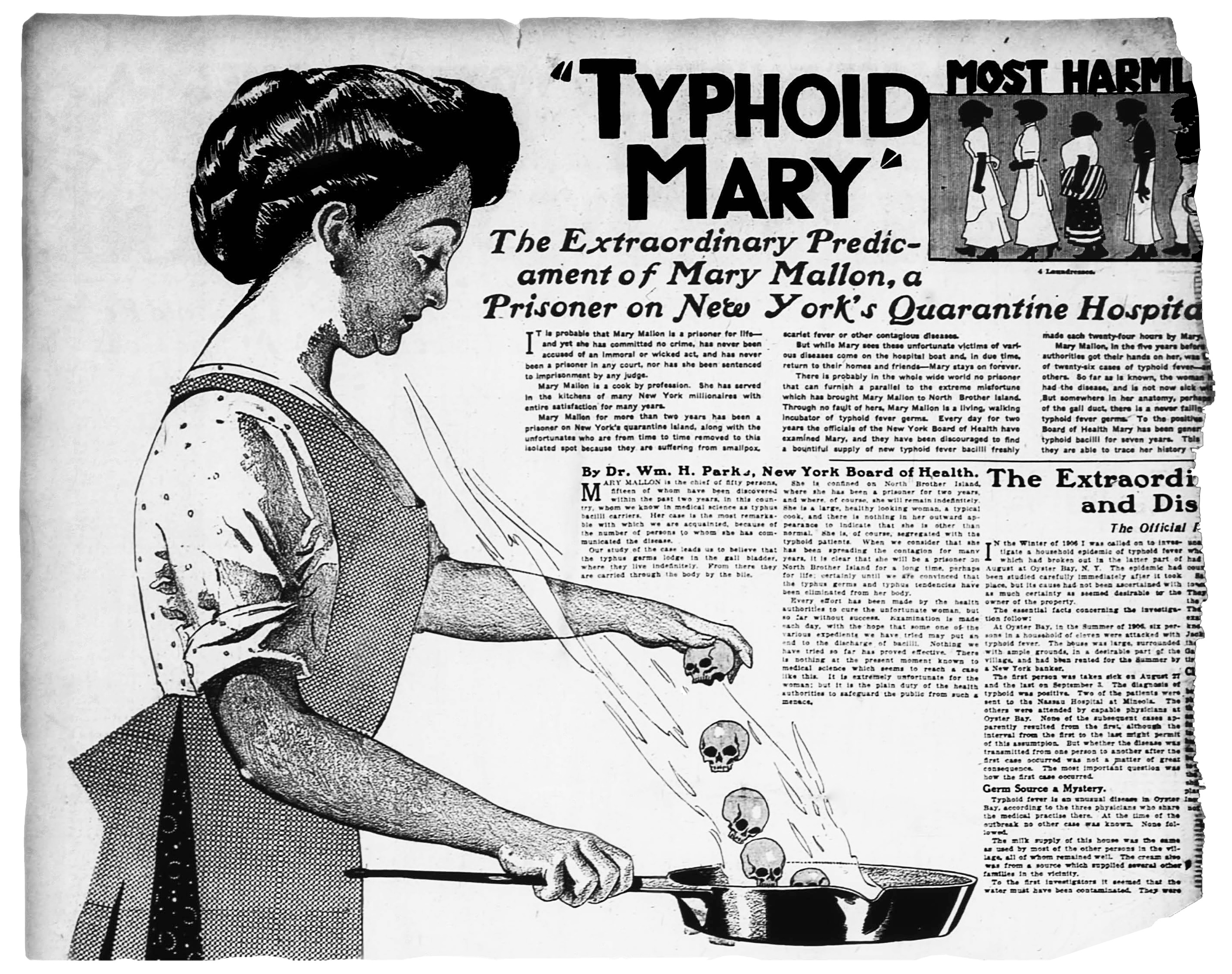
Bệnh thương hàn Mary được mô tả ở trên trong tờ báo lá cải năm 1909 là một trường hợp nổi tiếng về nhiễm trùng cận lâm sàng Salmonella enterica serovar Typhi, tác nhân truyền nhiễm của bệnh thương hàn

Nhiễm trùng cận lâm sàng (đôi khi được gọi là một tiền nhiễm trùng) là một loại nhiễm trùng mang khía cạnh cận lâm sàng, gần như hoặc hoàn toàn không có triệu chứng (không có dấu hiệu hoặc triệu chứng).  Do đó, một người nhiễm bệnh cận lâm sàng là người mang mầm bệnh không có triệu chứng của vi khuẩn, ký sinh trùng đường ruột hoặc vi rút mà thường là mầm bệnh gây bệnh, ít nhất là ở một số cá nhân.  Nhiều mầm bệnh lây lan bằng cách âm thầm được thực hiện theo cách này bởi một số vật chủ của chúng.  Nhiễm trùng như vậy xảy ra cả ở người và động vật không phải người.  Một ví dụ về nhiễm trùng không triệu chứng là cảm lạnh thông thường nhẹ mà người nhiễm bệnh không nhận thấy.  Do nhiễm trùng cận lâm sàng thường xảy ra mà không có dấu hiệu công khai rõ ràng, sự tồn tại của chúng chỉ được xác định bằng nuôi cấy vi sinh hoặc kỹ thuật DNA như phản ứng chuỗi polymerase.

## Truyền nhiễm / dấu hiệu
Một cá nhân chỉ có thể phát triển các dấu hiệu nhiễm trùng sau một thời gian nhiễm trùng cận lâm sàng, một khoảng thời gian được gọi là thời gian ủ bệnh.  Đây là trường hợp, ví dụ, đối với các bệnh lây truyền qua đường tình dục cận lâm sàng như AIDS và mụn cóc sinh dục.  Các cá nhân bị nhiễm trùng cận lâm sàng như vậy, và những người không bao giờ phát bệnh quá mức, tạo ra một dự trữ của các cá nhân có thể truyền một tác nhân truyền nhiễm để lây nhiễm cho các cá nhân khác.  Bởi vì các trường hợp nhiễm trùng như vậy không được chú ý lâm sàng, các số liệu thống kê về sức khỏe thường không thể đo lường được tỷ lệ nhiễm thực sự trong dân số và điều này ngăn cản mô hình chính xác của việc truyền nhiễm. 

## Các loại nhiễm trùng cận lâm sàng
Các mầm bệnh sau đây (cùng với các bệnh có triệu chứng của chúng) được biết là không có triệu chứng, thường là trong một tỷ lệ lớn số vật chủ tiềm năng: 
- Bordetella pertussis (ho gà)[1]
- Chlamydophila pneumoniae[2]
- Chlamydia trachomatis (Bệnh Chlamydia)[3][4][5]
- Clostridioides difficile (bacteria)[6]
- Cyclospora cayetanensis[7]
- Dengue virus[8]
- Dientamoeba fragilis[9]
- Entamoeba histolytica[10]
- Enterotoxigenic Escherichia coli[11]
- Virus Epstein–Barr[12]
- Group A streptococcal infection[13]
- Helicobacter pylori[14]
- Herpes đơn dạng (Herpetic gingivostomatitis, Herpes sinh dục, etc.)[15]
- HIV-1 (HIV/AIDS)[16]
- Legionella pneumophila (Bệnh Lê dương)[17]
- Sởi viruses[18]
- Mycobacterium leprae (Phong cùi)[19]
- Mycobacterium tuberculosis (Lao)[20]
- Neisseria gonorrhoeae (Lậu mủ)[3][4]
- Meningococcus (Viêm màng não)[21]
- nontyphoidal Salmonella[22]
- Norovirus[23]
- Poliovirus (Bại liệt)
- Ký sinh trùng sốt rét (Sốt rét)
- Rhinoviruses (Cảm lạnh)[24]
- Salmonella enterica subsp. enterica (Thương hàn)[25]
- Staphylococcus aureus[26]
- Phế cầu khuẩn (Bacterial pneumonia)[27]
- Treponema pallidum (Giang mai)[28]

## Sức chịu đựng của vật chủ
Sốt và hành vi bệnh tật và các dấu hiệu nhiễm trùng khác thường được thực hiện được coi là do tác nhân vi.  Tuy nhiên, chúng là những phản ứng sinh lý và hành vi tiến hóa của vật chủ để tự khỏi nhiễm trùng.  Thay vì phát sinh chi phí triển khai các phản ứng tiến hóa này đối với các bệnh nhiễm trùng, cơ thể chọn cách chịu đựng nhiễm trùng  như một cách thay thế để tìm cách kiểm soát hoặc loại bỏ mầm bệnh lây nhiễm.
Nhiễm trùng cận lâm sàng rất quan trọng vì chúng cho phép nhiễm trùng lây lan từ một kho dự trữ người mang mầm bệnh.  Chúng cũng có thể gây ra các vấn đề lâm sàng không liên quan đến vấn đề nhiễm trùng trực tiếp.  Ví dụ, trong trường hợp nhiễm trùng đường tiết niệu ở phụ nữ, nhiễm trùng này có thể gây ra sinh non nếu người đó có thai mà không được điều trị đúng cách.